# Aga Lahowska
Jadwiga "Aga" Lahowska de Romanska también conocida como Aga Lahowska-Mundell fue una cantante polaca, soprano y mezzo-soprano. Desarrolló parte de su carrera profesional en España en estrecha colaboración con Manuel de Falla.

## Biografía
En Polonia se distinguió al interpretar el papel protagonista de Halka, de Stanisław Moniuszko. Lahowska y Falla se prodigaron en recitales por las filarmónicas y culturales españolas y mantuvieron siempre una amistad de singular cordialidad.
En el 8 de octubre de 1917 acudió con Manuel de Falla a Fuendetodos a la inauguración de una escuela construida con financiación del pintor Ignacio Zuloaga, organizador del evento, y de un monumento en homenaje a Francisco de Goya. Tras la misa celebrada en la iglesia que conserva los frescos de un joven Goya y del banquete posterior en el Ayuntamiento, la soprano cantó la jota de las Siete canciones, sin acompañamiento, desde el balcón que daba a la plaza mayor del pueblo, para el paisanaje presente.
Antes de finalizar el año, inició una nueva gira con él por el norte de España. Estuvo en Oviedo para cantar bajo su batuta con la Sociedad Filarmónica de Oviedo. Interpretaron obras del propio Manuel de Falla, Turina, Guridi y del compositor local Baldomero Fernández.
En 1918 continuó ofreciendo recitales. En abril, asistió al homenaje dado a Debussy en el Ateneo de Madrid, junto a Salvador, Falla y Arthur Rubinstein, también polaco y muy cercano al gaditano.
En su repertorio había gran número de compositores, destacando las obras de Manuel de Falla o Joaquín Turina, entre otros muchos.
En 1920, estrenó en el Coliseo Albia de Bilbao la ópera Amaya de Jesús Guridi, junto a Ofelia Nieto, el tenor Isidoro de Fagoaga, Giulio Cirino y el bajo Gabriel Olaizola.
En 1922, el día 14 de junio, asistió al Concurso del Cante Jondo que se celebró en Granada, Andalucía, organizado por el compositor andaluz Manuel de Falla y apoyado desde el principio y con firmeza por el poeta también andaluz Federico García Lorca.
Actuó en el Liceo de Barcelona en las temporadas de 1919-1920 y 1921-1922. En noviembre de 1921 inauguró la temporada de ópera con la obra Louise, bajo la dirección del maestro La Rotella acompañada de intérpretes como Genevieve Vix, Paul Goffin y Julien Laffont.
Se casó en Londres el 12 de agosto de 1925 con el abogado inglés Howell Dawson Mundell, residente en Singapur.
En mayo de 1945 ofreció un recital en Australia, siendo recogido el hecho por el periódico The Sydney Morning Herald de Sídney, Nueva Gales del Sur. La crítica fue muy favorable y la cantante largamente ovacionada.